# West Wallabi Island
West Wallabi Island liegt im Indischen Ozean rund 90 km nordwestlich der westaustralischen Küstenstadt Geraldton. Die etwa 6,21 km² große Insel ist sowohl die größte der Wallabi-Inseln als auch des gesamten Houtman-Abrolhos-Archipels.
Der Name Wallabi geht auf eine Gattung der kleineren Kängurus, den Wallabys, zurück, die dort vereinzelt anzutreffen sind.

## Geographie
Die Insel liegt im Südwesten der Wallabi-Inseln, 18 km südöstlich von North Island und knapp 2 km südwestlich von East Wallabi Island, der zweitgrößten Insel im Archipel. Sie ist im Süden und Südosten von einem dichten, nur knapp unter dem Meeresspiegel liegenden Korallenriff umgeben. Die östliche Nachbarinsel East Wallabi sowie ein paar südlich und südöstlich vorgelagerte Inselchen (etwa Barge Rock, Turnstone Island, Seagull Island und Oystercatcher Island) können deshalb bei normalem Wasserstand zu Fuß erreicht werden.

## Geschichte
West Wallabi Island erlangte historische Bedeutung im Zusammenhang mit dem 1629 im Morning Reef der Wallabi-Inseln gestrandeten niederländischen Handelsschiff Batavia. Während ein Teil der Überlebenden auf dem 8 km östlich gelegenen Beacon Island eine blutige Meuterei anzettelte, konnten sich etwa 40 kapitänstreue Offiziere auf West Wallabi verschanzen. Dort und auf den Nachbarinseln gab es ausreichend Frischwasser (aus Regenwasser-Zisternen) und üppige Nahrungsquellen.

## Nutzung
Die Insel wird nur saisonal von vier Hummer-Fischern und ihren Familien bewohnt. Deren Unterkünfte sowie ein Bootsanlegesteg befinden sich am Pelican Point, der nordwestlichen Landspitze der Insel. Die Saison dauert von 15. März bis zum 30. Juni.
West Wallabi Island darf zum Schutz der Fauna und Flora ansonsten nur mit besonderer Genehmigung betreten werden.